# Sunita Williams
Sunita Lyn "Suni" Williams (tidigare Pandya), född 19 september 1965 i Euclid i Ohio, är en amerikansk astronaut uttagen i astronautgrupp 17 den 4 juni 1998.
Sunita Williams är den andra kvinnan av indiskt ursprung som blivit vald till ett rymduppdrag av NASA. Den första var Kalpana Chawla, som förolyckades i Columbia-katastrofen under uppdraget STS-107.
Williams anslöt sig till Expedition 14 på ISS som flygingenjör den 10 december 2006. Sunita Williams har kvinnligt rekord i antalet timmar ute på rymdpromenader. 

## Kuriosa

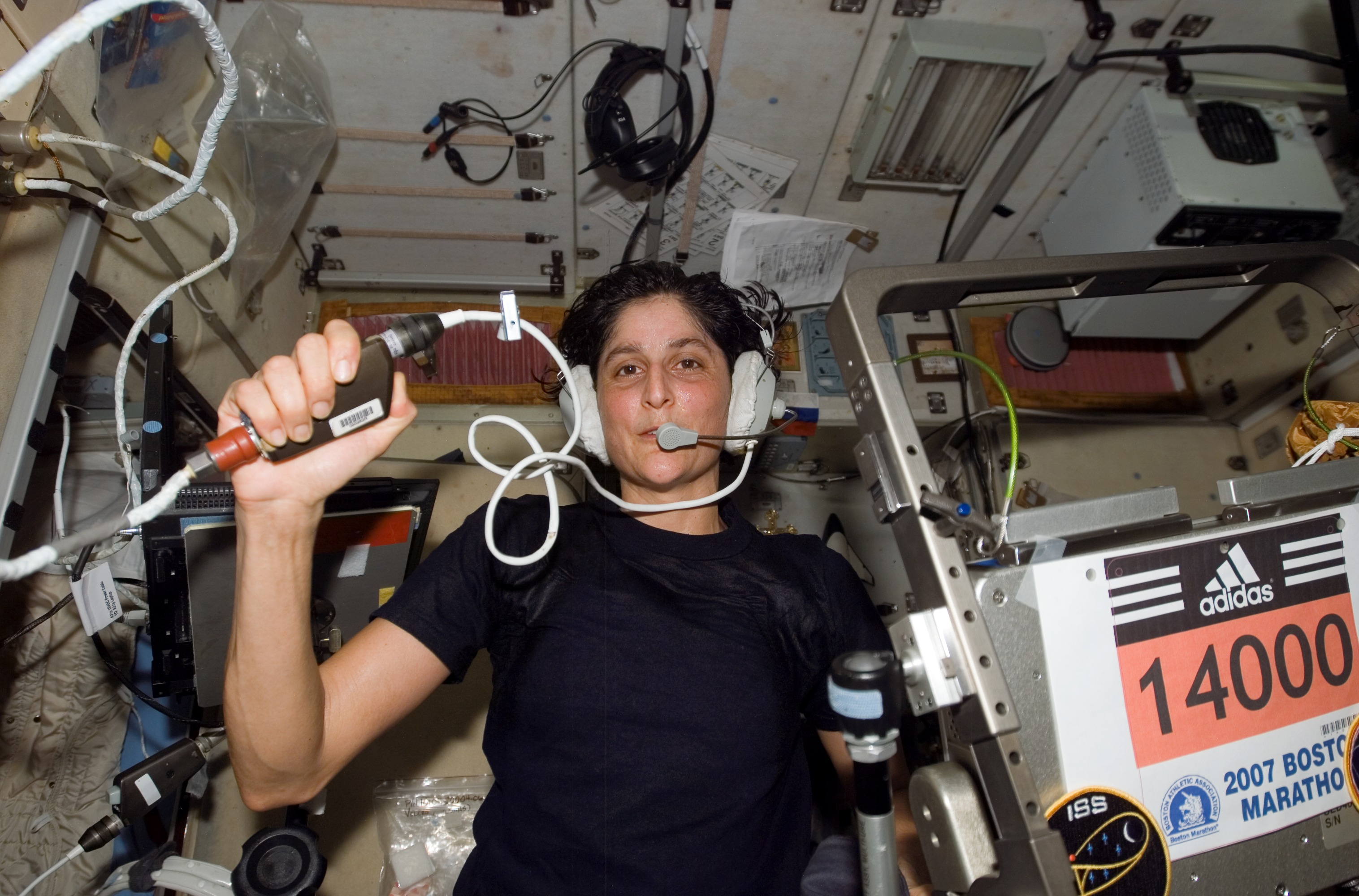
Sunita Williams springer Boston Marathon på den internationella rymdstationen ISS.

Hennes intressen är bland annat att springa, simma, cykla, triathlon, vindsurfa och snowboard.
Hon klippte av sin hästsvans, i rymden, och donerade den till en amerikansk förening, Locks of Love, som gör peruker till barn som förlorat sitt hår av medicinska skäl. Frisören var uppdragsspecialist Joan Higginbotham som tog hästsvansen tillbaka till jorden med STS-116.
Hon är den första som sprungit ett maratonlopp i rymden (på löpband). Hon skulle sprungit Boston Marathon 16 april 2007, men sprang på löpband istället eftersom tiden i rymden förlängts.

## Familjeliv
Gift med Michael J. Williams. De har inga barn men några hundar.

## Karriär
Innan sin utbildning hos Nasa var hon aktiv i USA:s marin som befälhavare. 
Williams blev antagen av NASA 1998 och har bland annat arbetat i Moskva tillsammans med det ryska rymdprogrammet.

## Rymdfärder
- 10 december 2006 - 22 juni 2007. Var en del av Expedition 14. Upp med STS-116, planen var att hon skulle återvända med STS-118, men på grund av förseningar i förberedelserna för STS-117 flygning, så kom hon att återvända med STS-117.

- Sojuz TMA-05M, Expedition 32, Expedition 33

Hon var befälhavare för Expedition 33
- Boe-CFT

### Rekord för kvinnliga astronauter
När Sunita Williams landade med STS-117 den 22 juni 2007 blev hon den kvinna som dittills varit längst i rymden. Med 195 dagar i rymden passerade hon därmed Shannon Lucids tidigare rekord på 188 dagar från 1996. Williams innehade även rekordet för rymdpromenader utförda av en kvinna, med 4 rymdpromenader på sammanlagt 29 timmar och 17 minuter.